# Leucophleps
Leucophleps is een geslacht van schimmels behorend tot de familie Albatrellaceae. De typesoort is Leucophleps magnata. Later is deze hernoemd naar Leucogaster magnatus.

## Soorten
Volgens Index Fungorum bevat het geslacht drie soorten (peildatum december 2021):
| Soortnaam                 | Auteur(s)       | Publicatiejaar |
| ------------------------- | --------------- | -------------- |
| Leucophleps aculeatispora | Fogel           | 1979           |
| Leucophleps levispora     | (Mattir.) Fogel | 1979           |
| Leucophleps spinispora    | Fogel           | 1979           |